# Charlotte Oelschlägel
Charlotte Oelschlägel (* 14. August 1898 in Berlin; † 14. November 1984 ebenda), auch bekannt als Charlotte Hayward, war eine deutsche Eiskunstläuferin. Sie trat die meiste Zeit ihres Lebens nur unter ihrem Vornamen auf.   

## Werdegang
Charlotte Oelschlägel wurde am 14. August 1898 in Berlin geboren. Neben ihrer Sportlerkarriere war sie auch Musikerin. Bereits im Alter von sieben Jahren stand sie mit den Berliner Philharmonikern auf der Bühne. Sie spielte Mandoline, Laute, Harfe und Klavier. 
Als sie zehn Jahre alt war, litt sie unter Nerven- und Wachstumsproblemen. Medikamente konnten diese nicht lindern. Ihr wurde der Rat gegeben, es mit Eislaufen zu versuchen. Zunächst tat sie das gemeinsam mit ihrem Bruder Fritz. Später wurde sie professionell von Paul Münder trainiert. 
1915 war sie die erste, die in einer Eisrevue am Broadway auftrat, und zwar in „Hip-Hip-Hooray!“ im New York Hippodrome. Oelschlägel war auch die erste Eiskunstläuferin, die in einem Film auftauchte: 1916 in „The Frozen Warning“.
1916 zeigte Oelschlägel als erste Frau den einfachen Axel. 
Oelschlägel war mit dem Eiskunstläufer Curt Neumann verheiratet. Mit ihm zusammen zeigte sie 1928 in Budapest die erste einhändige Todesspirale. Oelschlägel ist die Erfinderin der Todesspirale und der Charlotte Spiral, auch bekannt als Kerzenleuchter (candlestick spiral). 
1929 erschien Oelschlägel in Cincinnati das letzte Mal in einer Eisrevue in den USA. Zehn Jahre später endete ihre Eiskunstlaufkarriere wegen des Zweiten Weltkriegs. Ihr Reisepass wurde von den Nationalsozialisten beschlagnahmt. Nach Kriegsende arbeitete sie als Trainerin beim Grunewalder TC, 1976 ging sie in den Ruhestand. Charlotte Oelschlägel verstarb am 14. November 1984 in einem Berliner Seniorenheim. Ein Jahr später wurde sie als vierte Deutsche überhaupt in die World Figure Skating Hall of Fame aufgenommen.  